# 內斯特
內斯特（Nestor）是艾爾吉創作的漫畫《丁丁歷險記》裡的角色之一，在《獨角獸號的秘密》首次登場，慕蘭薩城堡忠實的管家，對於主人非常忠心。
該角色為法國社會中管家形象的一個縮影，他始終忠誠地為主人哈達克船長及其客人如丁丁、卡爾庫魯斯教授等人服務。

## 改編
在史匹堡執導的2011年動畫電影《丁丁歷險記》中，由恩·雷泰爾為該角配音。片中內斯特最初是反派薩卡林的管家，曾出於善意暗中提示丁丁關於獨角獸號模型內含藏的秘密，在片尾終成為哈達克船長的管家。

## 外部連結
- 互联网电影数据库上內斯特的资料（英文）